# سیارک ۱۳۶۱۵
سیارک ۱۳۶۱۵ (به انگلیسی: 13615 Manulis، نامگذاری:1994WP13) سیزده هزار و ششصد و پانزدهمین سیارک کشف شده‌است که در ۲۸ نوامبر ۱۹۹۴ کشف شد.
قدر مطلق سیارک برابر ۱۳٫۳۰ است.